# Филипп VI (король Франции)
Филипп VI де Валуа (фр. Philippe VI de Valois; 1293 — 22 августа 1350, Ножен-ле-Руа) — король Франции с 1328 года, сын Карла, графа Валуа, от 1-го брака с Маргаритой Анжу-Сицилийской, родоначальник династии Валуа на французском престоле. Получил прозвище Удачливого (фр. le Fortuné), или Католика (фр. le Catholique).

## Вступление на престол. Отношения с вассалами
После смерти короля Франции Карла IV его вдова Жанна д’Эврё осталась беременной. Филипп Валуа стал регентом, а когда вдовствующая королева родила дочь Бланку, в силу салического закона, устранявшего женщин от права престолонаследия, Филипп был признан королём. Кандидатура Эдуарда III Английского была отвергнута, так как он происходил от французских королей по женской линии (по матери, Изабелла Французская, дочери Филиппа IV Красивого). Король Англии Эдуард вынужден был уступить и принёс Филиппу вассальную присягу за свои французские владения.
Вскоре после помазания на царство Филипп вступился за своего вассала, Людовика Фландрского; последний принёс ему жалобу на городские общины, которые поддержали крестьянское восстание. Король Филипп выступил против коммун Фландрии, разбил их ополчение при Касселе и вернул Людовику утраченную власть над графством (1328 год).

## Начало Столетней войны

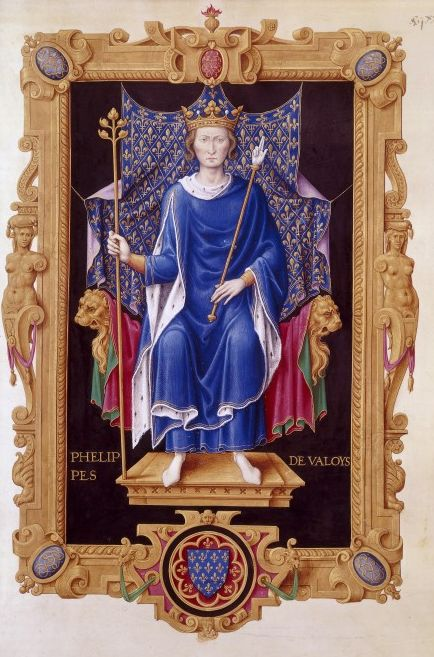
Изображение Филиппа VI Валуа из книги Жана де Тилле «Короли Франции». Национальная библиотека Франции, Париж.

Не так удачно действовал Филипп против другого врага. Король Англии Эдуард III ждал лишь удобного случая, чтобы вновь предъявить свои притязания на французский престол с оружием в руках. Фруассар передаёт, что колебаниям Эдуарда положили конец интриги Роберта д’Артуа, который, будучи обижен при дворе Филиппа, бежал в Англию и там строил козни против своей родины. В октябре 1337 года Эдуард прислал Филиппу вызов и вслед за тем захватил один фламандский остров.
Началась Столетняя война между Английским и Французским королевствами. При жизни Филиппа она привела к полному поражению французской армии при Креси (26 августа 1346 года) и взятию англичанами города — порта Кале (3 августа 1347 года).
Вслед за сдачей Кале Филипп Валуа заключил перемирие с Эдуардом III, но в 1350 г. он умер, не дождавшись истечения его срока. Трон Франции перешёл к сыну Филиппа Иоанну II Валуа.

## Внутриполитические проблемы
Война произвела страшное расстройство в государстве. Целые области были разорены, многие города сожжены дотла; появились разбойничьи шайки. Налоги, которые король должен был изобретать для покрытия военных расходов, озлобляли народ. Генеральным и провинциальным штатам беспрестанно предъявлялись новые требования; иногда налоги собирались по простому приказанию короля.
В 1332 году серьёзный удар по экономике страны был нанесён королевским ордонансом, направленным против ломбардских контор. И до Филиппа французские короли регулярно обирали ломбардцев, угрожая при неподчинении высылкой из Франции. Ломбардские ростовщики закладывали эти расходы в размер процентов по ссудам, которые выдавали в дальнейшем. Филипп пошёл дальше: своим декретом он объявил все векселя, выданные ломбардцам французскими вельможами недействительными, запретив первым требовать уплаты по ним, а вторым — производить уплату. Это нанесло страшный удар по ломбардским конторам и вынудило ломбардцев эмигрировать из страны, забрав с собой деньги, вручённые им на хранение. Страна быстро лишилась источников краткосрочного кредитования и столкнулась с масштабным выводом капитала из страны.
В 1338 году были уменьшены оклады жалованья, в 1341 году введена, по примеру итальянских городских республик, соляная монополия; папа принуждён был каждые два года уступать церковную десятину королю; качество выпускаемой монеты сильно ухудшалось.
Неудачи в войне с Англией Филипп отчасти скомпенсировал приобретением Монпелье (1344) и Дофине (1349).

## Семья и дети
- 1-я жена: (с 1313) Жанна Бургундская (Хромоножка) (ок. 1293—1348), дочь Роберта II, герцога Бургундии и Агнессы Французской. Имели 10 детей, из которых выжили только два сына:
  1. Филипп де Валуа (1315 — ум. в детстве);
  2. Жанна де Валуа (1317 — ум. в детстве);
  3. Иоанн II Добрый (1319—1364), король Франции (1350—1364);
  4. Мария де Валуа (1326—1333);
  5. Луи де Валуа (17 января 1328 — ум. в детстве);
  6. Луи де Валуа (8 июня 1330 — 23 июня 1330);
  7. Жан де Валуа (1333 — ум. в детстве);
  8. Филипп де Валуа (1336—1375), граф де Валуа и 1-й герцог Орлеанский (1344—1375);
  9. Жанна де Валуа (1337 — ум. в детстве);
  10. сын (1343 — ум. в детстве).
- 2-я жена: (с 1349) Бланка д’Эврё (ок. 1331—1398), принцесса Наваррская, дочь Филиппа III д’Эврё, графа д’Эврё и короля Наварры, и Иоанны II, королевы Наварры и графини Шампани. Внучатая племянница первой жены, Жанны Бургундской. Имели одну дочь, которая родилась уже после смерти отца:
  1. Жанна де Валуа (1351—1371); в 1371 году помолвлена с Хуаном I (1350—1395), впоследствии королём Арагона и Валенсии.

## Филипп VI в популярной культуре
Филипп VI является одним из героев цикла исторических романов «Проклятые короли» французского писателя Мориса Дрюона.

### Кинематограф
- Бенуа Брион в мини-сериале «Проклятые короли» (1972)
- Малик Зиди в мини-сериале «Проклятые короли» (2005)

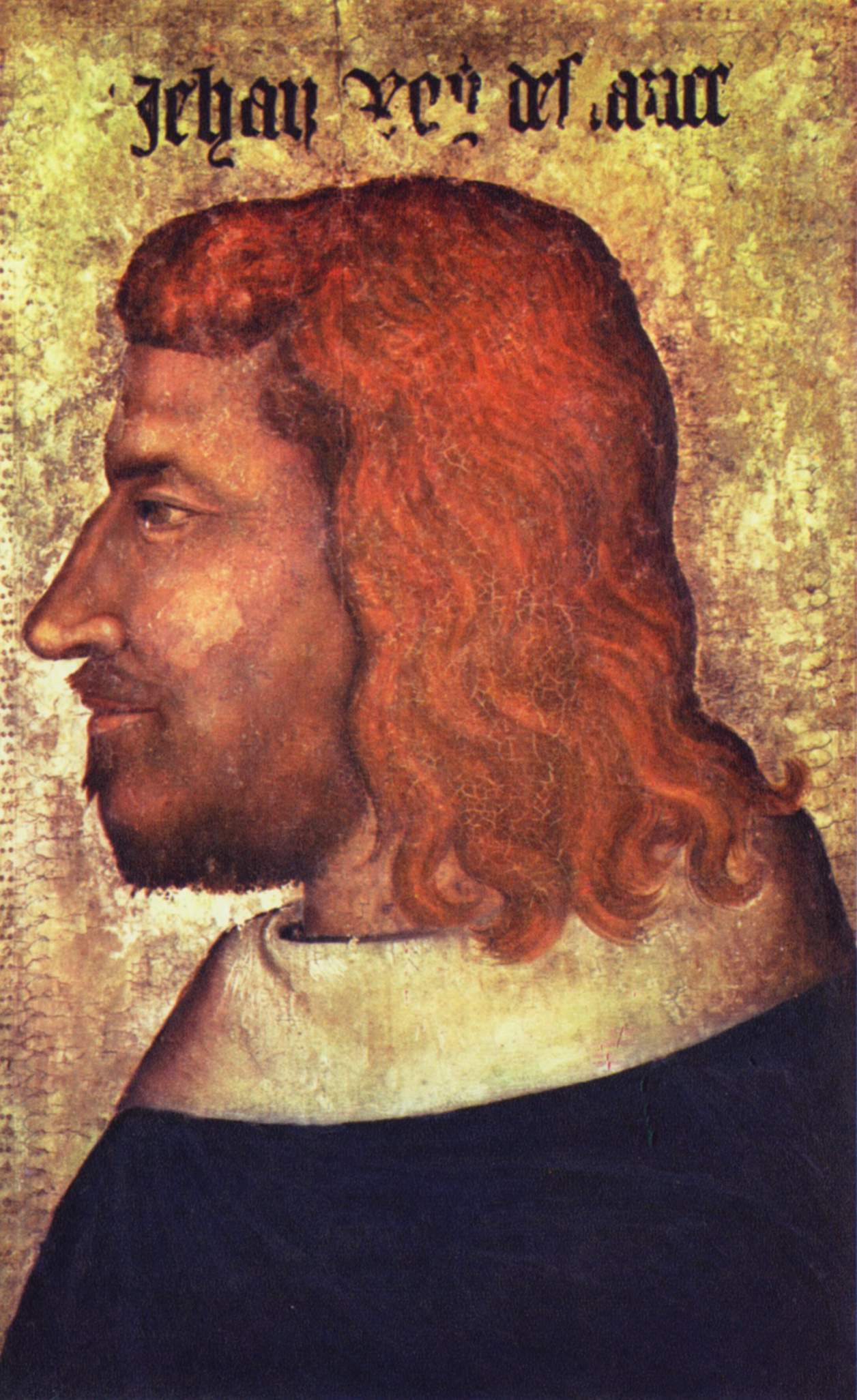
Иоанн II
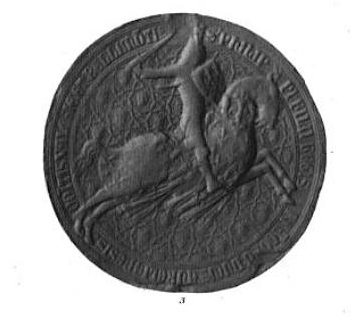
Филипп
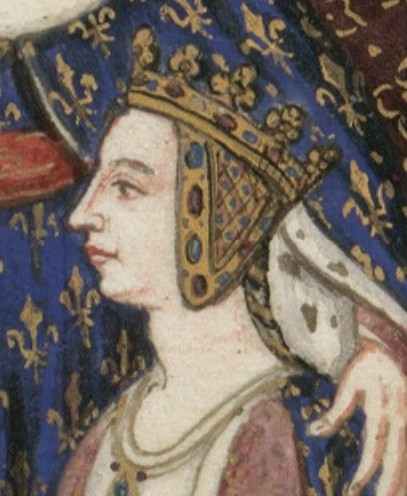
Жанна (1351—1371)